# Solesmes, Nord
 Solesmes là một xã ở tỉnh Nord ở miền bắc nước Pháp. Xã này có diện tích 23,25 km², dân số năm 1999 là 4767 người. Xã nằm ở khu vực có độ cao trung bình 70 mét trên mực nước biển.